# Shimada-juku

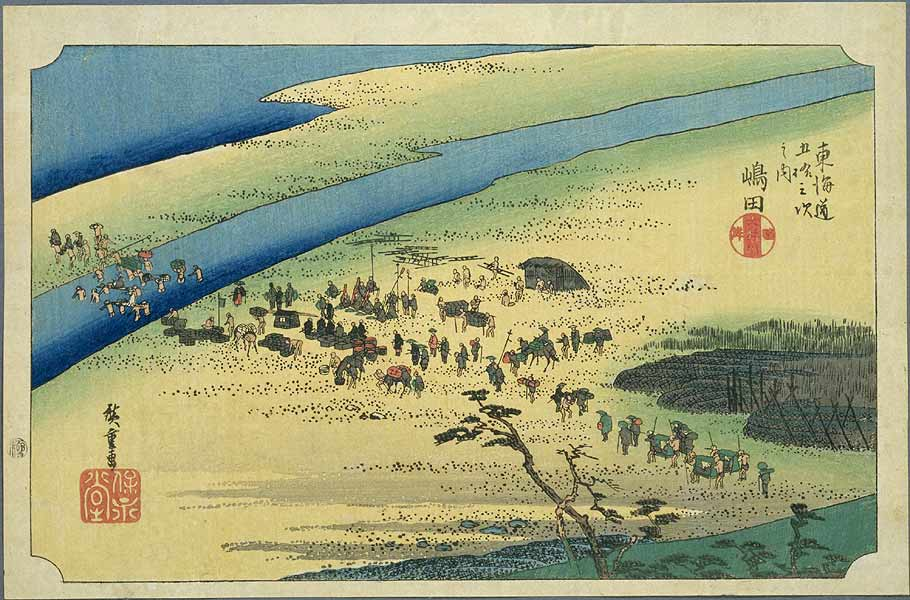
Stacja w latach 30. XIX wieku, Hiroshige Andō

Shimada-juku (jap. 島田宿 Shimada-juku) – dwudziesta trzecia z 53 stacji szlaku Tōkaidō, położona obecnie w mieście Shimada, w prefekturze Shizuoka w Japonii. 

## Historia
Shukuba Shimada-juku położona była na lewym brzegu rzeki Ōi, naprzeciw sąsiedniej stacji Kanaya-juku, usytuowanej na drugim brzegu. W wyniku braku mostu i przeprawy promowej, podróżni musieli pokonywać rzekę wpław lub byli przenoszeni przez osoby tym się zajmujące. Ze względu na to, że w porze deszczowej lub po wielkich ulewach rzeka szeroko się rozlewała, była ona nie przejścia. Z tego powodu powstało japońskie powiedzenie, które głosi: Można przejść osiem ri przez góry Hakone choćby konno, ale jak przekroczyć nieprzebytą rzekę Ōi (jap. (箱根八里は馬でも越すが　越すに越されぬ大井川 Hakone hachi-ri wa uma demo kosu ga, kosu ni kosarenu Ōi-gawa).